# NGC 4494
NGC 4494 este o galaxie eliptică situată în constelația Părul Berenicei. A fost descoperită în 6 aprilie 1785 de către William Herschel. Se află la o distanță de 16,9 megaparseci de Pământ.